# Agriocnemis sania
Agriocnemis sania é uma espécie de libelinha da família Coenagrionidae.
Pode ser encontrada nos seguintes países: Egipto, Etiópia, Quénia e Líbia.
Os seus habitats naturais são: savanas áridas, matagal árido tropical ou subtropical, nascentes de água doce, lagos salinos, lagos salinos intermitentes e sapais.